# Ed Ratleff
William Edward « Ed » Ratleff, né le 29 mars 1950 à Bellefontaine, dans l'Ohio, est un ancien joueur américain de basket-ball. Il évolue aux postes d'arrière et d'ailier.

## Palmarès
- Finaliste des Jeux olympiques 1972